# Stefan O'Connor
Pour les articles homonymes, voir O'Connor.
Stefan Ramone Sewell O’Connor, né le 29 janvier 1997 à Croydon, Londres, est un footballeur anglais. Il évolue depuis 2014 au poste de défenseur central au Newcastle United.

## Biographie

### En club
Il fait ses débuts professionnels pour Arsenal le 9 décembre 2014, en Ligue des champions contre le club turc de Galatasaray.
Le 26 novembre 2015, il est prêté à York City.